# Douce II de Provence
Douce de Carlat ou Douce II de Provence, morte en 1172 fut comtesse de Provence, Gévaudan et de Melgueil, vicomtesse de Carlat et de Millau de 1166 à 1167. Elle était fille de Raimond-Bérenger II, comte de Provence et de Gévaudan et de Melgueil, vicomte de Carladet et de Millau, et de Richezza de Pologne.
Son père fut tué pendant le siège de Nice, en 1166, et elle lui succéda. Ses parents s'étant mariés en 1162, elle n'avait pas plus de quatre ans.
Son cousin Alphonse II, roi d'Aragon, arguant que Raimond-Bérenger II, n'avait pas d'héritier mâle, revendiqua les comtés et s'en empara.